# Livia Medullina
Livia Medullina (... – 9/10) è stata la seconda fidanzata del futuro imperatore romano Claudio.
Figlia di Marco Furio Camillo, console nell'8 e amico dell'imperatore Tiberio, ebbe come fratello Lucio Arrunzio Camillo Scriboniano, console del 32.
Venne promessa a Claudio qualche tempo dopo che Augusto ruppe il fidanzamento con Emilia Lepida nell'8, a causa della caduta dei genitori di Emilia. È plausibile che il fidanzamento sia stato promosso da Tiberio, allo scopo di legare il proprio amico alla famiglia imperiale. Il fidanzamento è confermato, oltre che dalle testimonianze letterarie, anche da un'iscrizione del pedagogo di Medullina, dedicata a Medullina Camilli f. Ti Claudi Neronis Germanici sponsa ("Medullina, figlia di Camillo, fidanzata a Ti. Claudio Nerone Germanico").
Svetonio afferma che Medullina si ammalò improvvisamente, morendo il giorno del suo matrimonio con Claudio, probabilmente nel 9 o nel 10.